# Ceratina texana
Ceratina texana là một loài Hymenoptera trong họ Apidae. Loài này được Daly mô tả khoa học năm 1973.